# بوينغ طراز 42
بوينغ طراز 42، أو بوينغ أكس سي أو (XCO) للطراز التجريبي، هي طائرة أميركية ذات سطحين مطورة عن طائرة إيركو دي أتش-4 مستفيدة من عدد الطائرات التي خلفتها نهاية الحرب العالمية الأولى.

## المواصفات
مصدر البيانات: Bowers, 1966. pg. 60.
الخصائص العامة
- طاقم العمل: 2
- الطول: 29 قدم 2 إنش (8.89 م)
- طول الجناح: 45 قدم 0 إنش (13.7 م)
- الأرتفاع: 10 قدم 8 إنش (3.25 م)
- منطقة الجناح: 440 قدم2 (40.9 م2)
- الوزن الفارغ: 3,107 رطل (1,409 كجم)
- الوزن الإجمالي: 4,665 رطل (2,116 كجم)
- المحرك: 1 × Liberty L-12A, 420 حصان ( كيلو وات) لكل

الأداء
- السرعة القصوى: 112 ميل/ساعة (180 كم/س)
- سرعة الأنطلاق: 110 ميل/ساعة (177 كم/س)
- المدى: 420 ميل (676 كم)
- الحد الأقصى للخدمة: 13,050 قدم (3,977 م)

التسليح
- 4x 0.30 cal machine guns